# Spinalonga
Spinalonga è una piccola isola fortificata della Grecia situata di fronte alle coste di Creta. L'isola fu di grande importanza militare ai tempi della Repubblica di Venezia e conserva imponenti vestigia dell'epoca.

## Geografia
Il forte di Spinalonga è situato in posizione strategica all'imbocco del golfo di Mirabello, nella parte orientale dell'isola di Creta, ed occupa in realtà l'isolotto di Kalidon, mentre Spinalonga in senso proprio è la penisola vicina, di dimensioni maggiori. Dal punto di vista storico, per Spinalonga si è però sempre inteso l'isola-fortezza.

## Storia
Nel 1579 i veneziani costruirono una possente serie di fortificazioni sull'isola sulle rovine di un'antica acropoli, in modo da controllare il traffico marittimo senza concedere possibilità di approdo. Quando l'isola di Creta cadde in mano ai Turchi nel 1669 dopo un lungo assedio, Spinalonga fu - assieme a Suda e Grabusa - uno dei tre porti che i veneziani poterono mantenere in proprio possesso per assicurarsi le rotte commerciali verso il Levante.
La presenza veneziana durò per altri 46 anni, e la fortezza restò in mani veneziane per tutto il XVII secolo, offrendo rifugio ai cristiani che fuggivano dai Turchi. La capitolazione avvenne nel 1715, dopo un ultimo assedio di tre mesi , quando durante la guerra di Morea la Serenissima dovette distogliere le forze navali per la difesa dei possedimenti di terraferma. L'isola fu poi trasformata in fortezza ottomana, e tale restò fino all'inizio del XX secolo, quando i Turchi furono a loro volta cacciati da Creta. Fu allora che si decise di sistemarvi le persone colpite dalla lebbra a Creta.
Il lebbrosario, l'ultimo in Europa, si trovava nel forte veneziano, restaurato dai lebbrosi stessi che vissero là dal 1903 al 1957. La comunità contò fino a 300 o 400 membri e comprendeva tutte le figure che si incontravano in qualsiasi villaggio greco, dal barbiere al pope.
Oggi l'isola è disabitata, ma resta uno dei principali siti turistici della regione. È facilmente accessibile in battello da San Nicolò, in un'ora o due di traversata, da Elounda in un quarto d'ora e da Plaka in cinque minuti.

## Spinalonga nella cultura di massa
Il regista tedesco Werner Herzog, nel 1968, diresse un cortometraggio intitolato Letzte Worte - Ultime parole. Gli abitanti dell'isola si alternano sullo schermo ripetendo la storia del vecchio che, portato via con la forza da Spinalonga, l'isola dei lebbrosi, si rifiuta di parlare e solo di notte esce tra la gente a suonare la lira.
Il documentarista francese Jean-Daniel Pollet girò qui L'Ordre, del 1973, sulla vita e la storia della colonia dei lebbrosi ellenici confinati qui dal 1903 al 1957.
L'isola di Spinalonga e l'antistante villaggio di Plaka costituiscono l'ambientazione del romanzo d'esordio della scrittrice inglese Victoria Hislop, intitolato appunto L'isola. L'opera narra le vicende di alcuni abitanti del piccolo paesino cretese e dei suoi dintorni, in particolare di coloro che saranno costretti a sperimentare di persona la vita sull'isola dei lebbrosi, lottando fra la vita e la morte, fra le speranze di guarigione e i pregiudizi di chi non conosce la realtà di questa devastante malattia.

## Galleria d'immagini

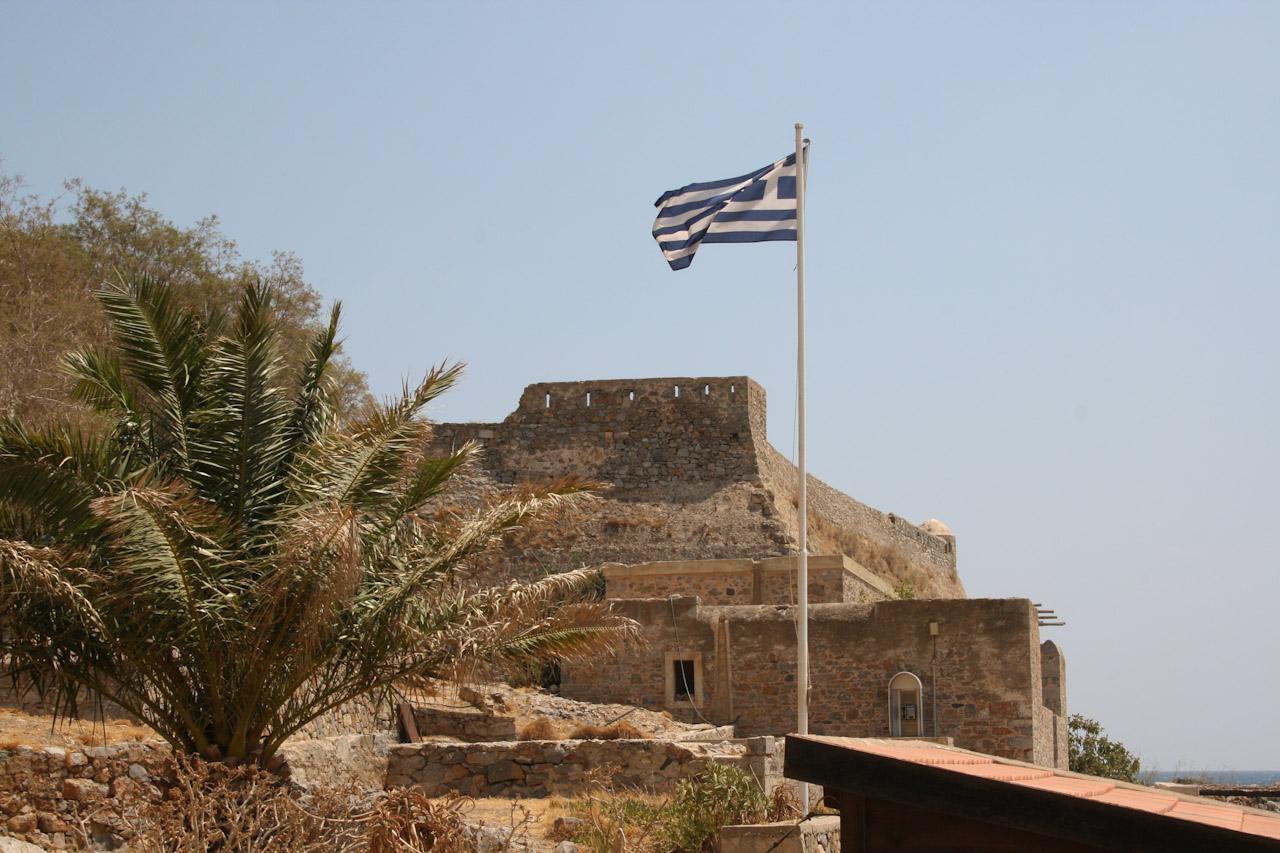